# إيه آي إم-54 فينكس
إيه آي إم-54 فينكس (بالإنجليزية: AIM-54 Phoenix)‏ صاروخ جو-جو راداري بعيد المدى أمريكي الصنع، يبلغ طول الصاروخ 4 أمتار بوزن 450 كيلو جرام، ويبلغ مداه حوالي 180 كيلو متر بسرعة 5 ماخ، يستعمل الصاروخ لطائرات الإف 14 توم كات القادرة وحدها على حمله، وبإمكان الطائرة الواحدة من طائرت الإف 14 حمل 6 صواريخ إيه آي إم-54 فينكس.